# اما استاینباکن
اما استاینباکن (به انگلیسی: Emma Steinbakken) (زاده ۱۰ مارس ۲۰۰۳) خواننده و ترانه‌سرا نروژی است.